# Nae Udaka
Nae Udaka –en japonés, 宇高 菜絵, Udaka Nae– (Saijo, 6 de marzo de 1985) es una deportista japonesa que compite en judo. Ganó una medalla de oro en el Campeonato Mundial de Judo de 2014, en la categoría de –57 kg.

## Palmarés internacional
| Campeonato Mundial | Campeonato Mundial  | Campeonato Mundial | Campeonato Mundial |
| Año                | Lugar               | Medalla            | Categoría          |
| ------------------ | ------------------- | ------------------ | ------------------ |
| 2014               | Cheliábinsk (Rusia) | Medalla de oro     | –57 kg             |